# Vương miện Thần thánh Hungary

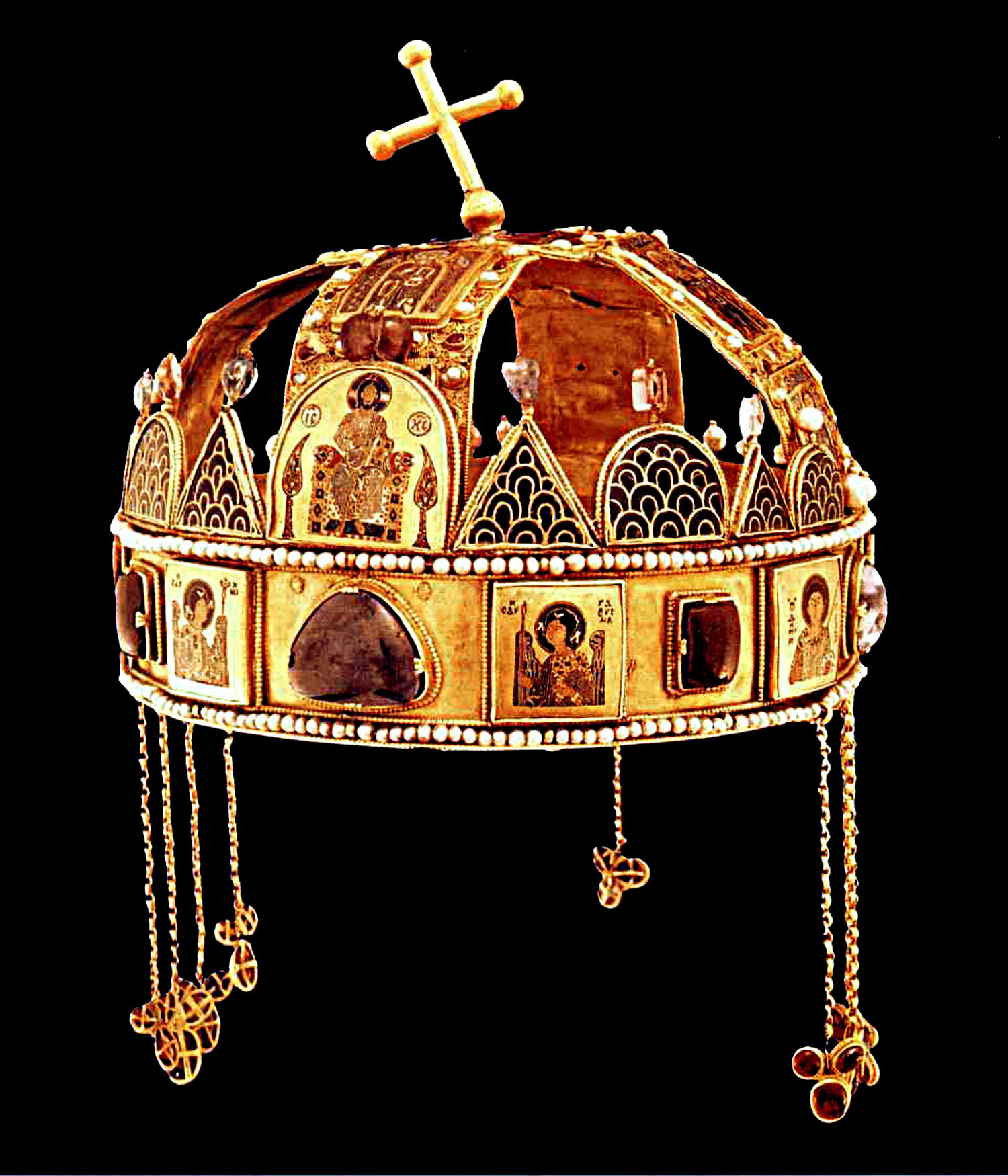
Vương miện Thần thánh Hungary

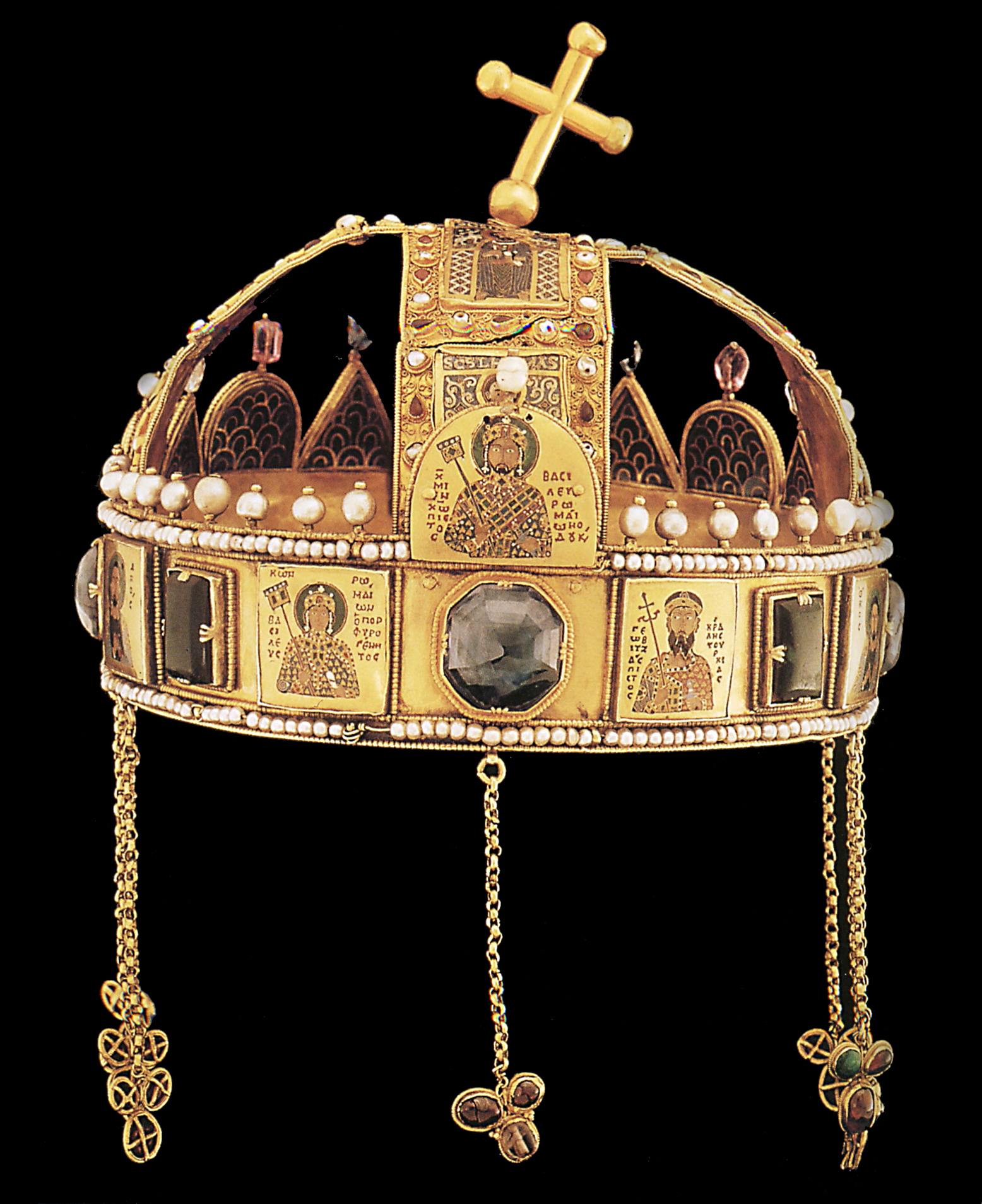
Vương miện Thần thánh Hungary (nhìn ở đằng sau)

Vương miện Thần thánh Hungary hay Vương miện của thánh Stephan (tiếng Hungary: Szent Korona, là vương miện đăng quang cho hầu hết các vị vua của Vương quốc Hungary kể từ thế kỷ thứ 12. Những lãnh thổ thuộc vương quốc này được gọi là vùng đất của Vương miện thánh Stephan. Không có vua của Hungary nào được coi là chính danh mà không được trao vương miện này. Trong lịch sử của Hungary, hơn năm mươi vị vua đã được đăng quang với nó, cho đến người cuối cùng, Karl I của Áo, vào năm 1916 (ba vị vua đăng quang mà không làm lễ gia miện với vương miện này là Władysław I, Johann Sigismund Zápolya và Joseph II).